# Карпазио
Карпазио (итал. Carpasio) је насеље у Италији у округу Империја, региону Лигурија.
Према процени из 2011. у насељу је живело 135 становника. Насеље се налази на надморској висини од 708 м.

## Становништво
| 1936. | 1951. | 1961. | 1971. | 1981. | 1991. | 2001. | 2011. |
| ----- | ----- | ----- | ----- | ----- | ----- | ----- | ----- |
| 585   | 432   | 370   | 274   | 206   | 181   | 185   | 153   |